# 山狗1999
《山狗1999》是1999年上映之港產片，由劉孝偉編劇，劉寶賢執導，黃秋生主演。
根據《電影檢查條例》，本片因有少量色情鏡頭，但因為並沒有裸體或露點成分，本片上映時為二級片。

## 劇情概要
Ken、Winnie、BeBe、博士、軍佬及玲玲一起到一個島露營，一次，軍佬和山豬手下咸濕發生衝突，後Ken出來和解，兩方才沒有打架。
事件平息後，山豬和女友MiMi返回帳篷裏造愛，其手下吹水及咸濕前往散步，途中，兩人欺負一名智障人士，其父實為變態殺手，他發誓要殺死島裏的所有人為兒子報仇...

## 人物角色
| 演員   | 角色   | 粵語配音 | 關係／備註 |
| 黃秋生 | 山豬   | 黃秋生   | 大佬 吹水之大哥 巧合遇到Ken的露營隊 MiMi之男友 性格好色 最後被露營裏的麻瘋佬殺死                                                                              |
| 黎駿   | Ken    | 陳欣     | 本片倖存者之一 Winnie之男友 博士之兄 軍佬之好友 最後和Winnie逃離露營之島                                                                                      |
| 林子善 | 博士   | 葉振聲   | 博士之弟 軍佬之好友 最後被麻瘋佬的機關殺害 |
| 梁敏儀 | Winnie | 鄭麗麗   | 本片倖存者之一 Ken之女友 最後和Ken逃離露營島 |
| 楊梵   | MiMi   | 陸惠玲   | 山豬之女友 常和山豬造愛 最後被山豬出賣，並被麻瘋佬殺害 |
| 顧寧聰 | 軍佬   | 羅偉傑   | BeBe之男友 博士、Ken之好友 最後被被麻瘋佬殺害 |
| 梁焯滿 | 吹水   | 梁焯滿   | 山豬之手下 咸濕之兄弟 最後被麻瘋佬殺害 |
| 翟佩雯 | BeBe   |          | 軍佬之女友 最後被麻瘋婆殺害 |
| 陳南榮 | 咸濕   | 羅偉傑   | 山豬之手下 吹水之兄弟 最後被麻瘋佬殺害 |
| 麥少華 | 麻瘋佬 | 羅偉傑   | 本片終極大反派 白痴仔之父 瘋狂殺人魔，得知自己兒子被欺負後誓要殺死露營島裏的人 殺害博士，咸濕，吹水，山豬，MiMi及BeBe 最後疑似沒有死掉，並抓緊Ken及Winnie的船 |
| 練官洪 | 麻瘋婆 |          | 本片終極大反派 白痴仔之母 瘋狂殺人魔，得知自己兒子被欺負後誓要殺死露營島裏的人 在麻瘋佬死後出現 殺害玲玲 最後被Ken踢進懸崖至死                                |

## 外部連結
- 香港影庫上《山狗1999》的資料（繁體中文）
- 互联网电影数据库（IMDb）上《山狗1999》的资料（英文）